# Kelly McBroom
Kelly McBroom (21 marzo 1989) è un'ex sciatrice alpina canadese.

## Biografia
Attiva in gare FIS dal dicembre del 2004, la McBroom gareggiò prevalentemente in Nor-Am Cup, dove esordì il 12 dicembre 2005 a Panorama in supergigante, senza completare la prova, ottenne l'unica vittoria, nonché primo podio, il 13 febbraio 2007 a Big Mountain in discesa libera e l'ultimo podio il 13 dicembre 2010 a Panorama in supergigante (3ª). In Coppa del Mondo disputò due sole gare, la discesa libera e il supergigante di Lake Louise del 3 e del 5 dicembre 2010, piazzandosi rispettivamente 51ª e 40ª.
Prese per l'ultima volta il via in Nor-Am Cup il 5 febbraio 2013 a Vail in slalom gigante (26ª) e si ritirò al termine della stagione 2013-2014; la sua ultima gara fu uno slalom gigante FIS disputato il 31 marzo a Sun Valley, chiuso dalla McBroom al 6º posto. Non prese parte a rassegne olimpiche o iridate.

## Palmarès

### Nor-Am Cup
- Miglior piazzamento in classifica generale: 8ª nel 2009
- 8 podi:
  - 1 vittoria
  - 4 secondi posti
  - 3 terzi posti

#### Nor-Am Cup - vittorie
| Data             | Località     | Paese       | Specialità |
| ---------------- | ------------ | ----------- | ---------- |
| 13 febbraio 2007 | Big Mountain | Stati Uniti | DH         |

Legenda:

DH = discesa libera

### South American Cup
- Miglior piazzamento in classifica generale: 6ª nel 2009
- 2 podi:
  - 2 secondi posti

### Campionati canadesi
- 1 medaglia:
  -  1 oro (combinata nel 2008)[senza fonte]